# Парламентские выборы на Мальте (2017)
Всеобщие парламентские выборы на Мальте прошли 3 июня 2017 года. Против правящей Лейбористской партии под руководством Джозефа Муската выступала Националистической партии Симона Бусутти и четыре другие партии. Такое большое количество партий последний раз наблюдалось лишь на выборах 1962 года. В результате выборов победила Лейбористская партия, получившая 55 % голосов избирателей. Явка составила 92 %.

## Избирательная система
Избирательная система Мальты основана на пропорциональном представительстве на основе модифицированной системе единого переходного голоса. Каждый из 13 избирательных округов страны избирает 5 депутатов парламента. Кроме этого, партия, набравшая наибольшее число голосов по стране, при необходимости получает дополнительное число мест в парламенте, которое обеспечивает ей большинство в парламенте.

## Результаты

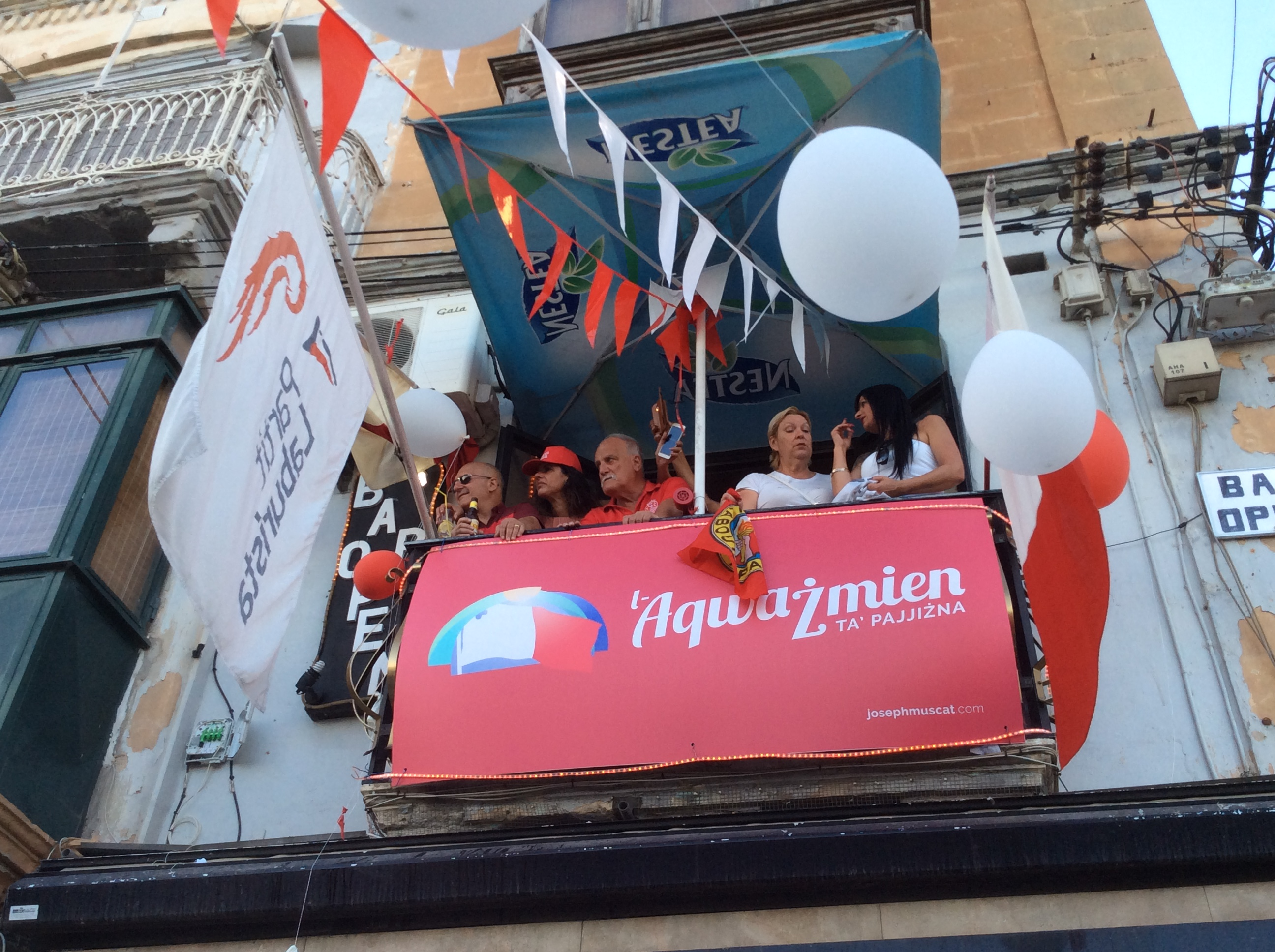
Лейбористы в Слиме празднуют победу в день выборов.

| Партия                                                                             | Голоса  | %     | Количество мест | Изменение |
| ---------------------------------------------------------------------------------- | ------- | ----- | --------------- | --------- |
| Лейбористская партия                                                               | 170 976 | 55,04 | 37              | –2 ▼      |
| Альянс Национальная сила (Националистическая партия—Демократическая партия)        | 135 696 | 43,68 | 30              | —         |
| Демократическая альтернатива                                                       | 2564    | 0,80  | —               | —         |
| Патриотическое мальтийское движение                                                | 1117    | 0,36  | —               | новая     |
| Альянс за перемены                                                                 | 221     | 0,07  | —               | новая     |
| Независимые                                                                        | 91      | 0,03  | —               | —         |
| Недействительных/пустых бюллетеней                                                 | 4031    | —     | —               | —         |
| Всего                                                                              | 314 696 | 100,0 | 67              | -2        |
| Зарегистрированных избирателей/Явка                                                | 341 856 | 92,06 | —               | —         |
| Источник: Избирательная комиссия Архивная копия от 31 июля 2017 на Wayback Machine |         |       |                 |           |